# Chalybion petroleum
Chalybion petroleum är en biart som beskrevs av Hensen 1988. Chalybion petroleum ingår i släktet Chalybion och familjen grävsteklar. Inga underarter finns listade i Catalogue of Life.